# Florence Dixie
Lady Florence Dixie född Douglas den 25 maj 1855 i Dumfries, Skottland, död den 7 november 1905 i London, var en skotsk resenär, journalist, författare och en excentrisk feminist under den viktorianska eran.

## Biografi
Florence Douglas var dotter till Archibald Douglas, markis av Queensberry och Caroline Margaret Clayton, dotter till general William Clayton, riksdagsman. Hon hade en äldre syster, tre äldre bröder och en tvillingbror, Lord James Edward Sholto Douglas (d. 1891). Vid tre års ålder dog hennes far i en skjutolycka. Lady Queensberry konverterade till katolicism och riskerade att förlora vårdnaden över Archibald Edward Douglas (1850-1938) och tvillingarna. Familjen flydde därför till Frankrike 1862 och Florence Douglas sattes i en skola för flickor i Paris. 

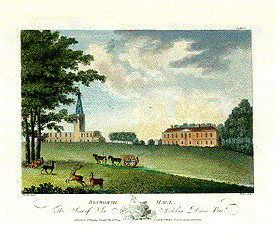
Bosworth Hall 1791

Den 3 april 1875 gifte hon sig med Alexander Beaumont Churchill, 11th Baronet Dixie. Dixie flyttade till Bosworth Hall i Leicestershire, England och fick två söner, John och Albert.

### Resor
Dixie trivdes inte med det aristokratiska livet och 1878 planerade hon en resa med sin man, två bröder och Julius Beerbohm. Hon reste till Patagonien i Argentina på sitt livs äventyr. Dixie var en mycket skicklig ryttare och en av de första européer som red en Criollo. De stötte på en jaguarfamilj som männen jagade. Dixie räddade en unge, döpte den till Affums och tog med sig hem till England.
1880 gav hon ut boken Across Patagonia.
Efter hemkomsten kontaktades Dixie av The Morning Post för ett uppdrag som krigskorrespondent i Sydafrika. Hon och hennes man reste till Kapstaden. Därifrån bevakade Dixie kriget mot Zuluriket. Kung Cetshwayo besegrades och hon reste till Zululand och intervjuade zulukungen i ett brittiskt fängelse.  Därefter följde det Första boerkriget. När hon kom tillbaka till England skrev hon In the Land of Misfortune.

### Politik

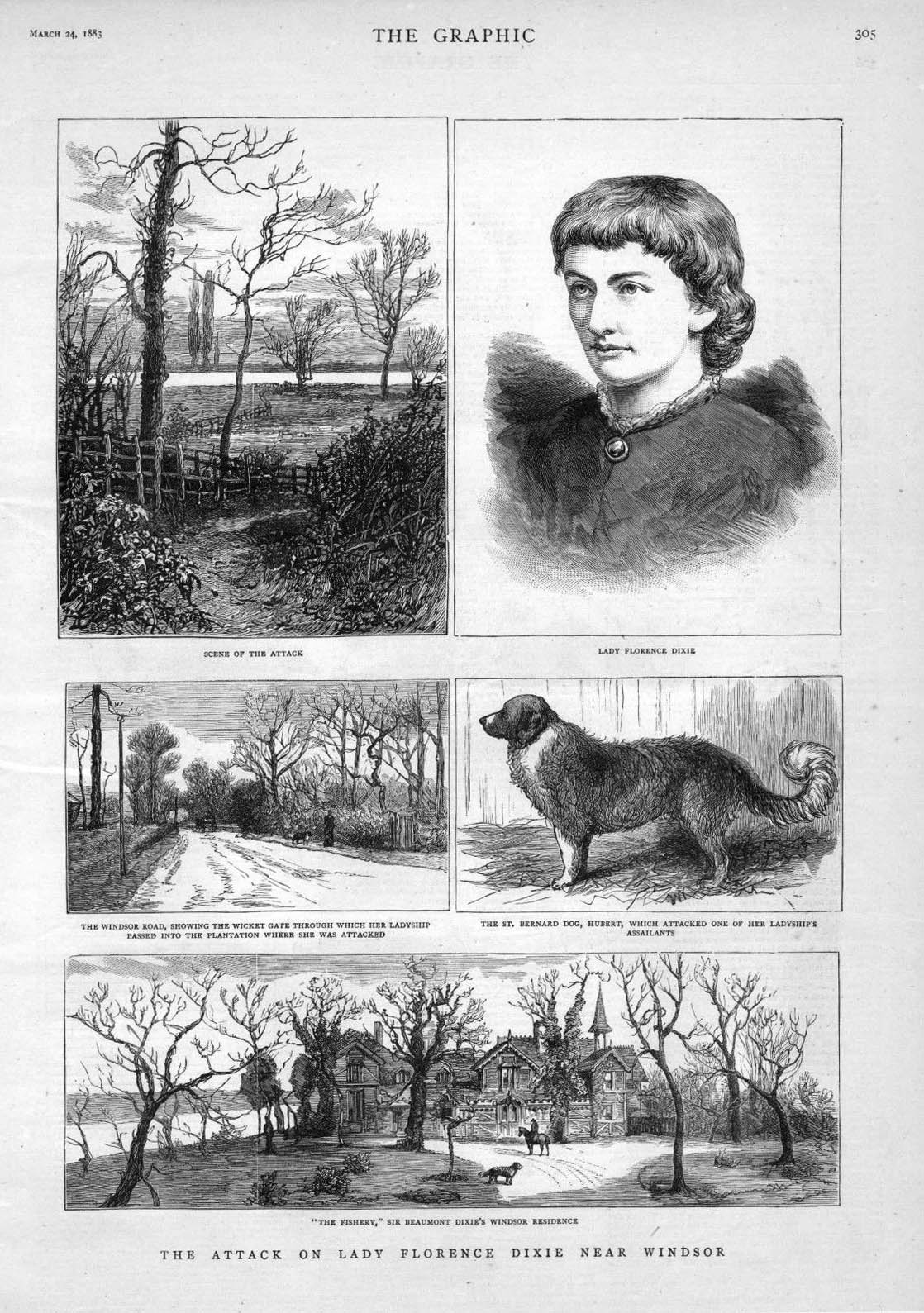
Florence Dixie skrev i The Graphic 24 mars 1883

Dixie engagerade sig i Irish Home Rule och skrev artiklar i den liberala pressen. Men hon var kritisk till den Jordreform som Fenier krävde. Hon utsattes för hot och hennes man köpte henne en Sankt bernhardshund som livvakt.
Dixie var feminist och en aktiv medlem i National Union of Women's Suffrage Societies (NUWSS).

### Sport

#### Jakt
Dixie var en mycket skicklig ryttare och skytt. I Patagonien jagade den engelska gruppen för föda och i England deltog hon i rävjakt. Men senare förändrades hennes inställning och hon skrev boken Horrors of Sport, där hon fördömde dödandet vid jakt.

#### Damfotboll

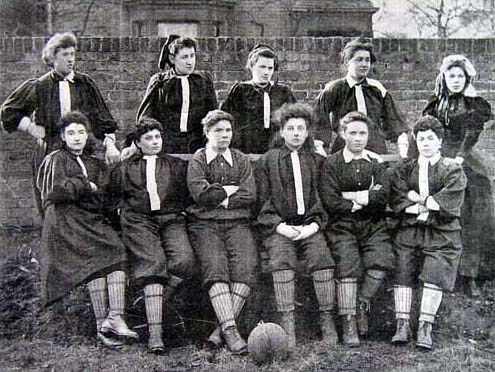
British Ladies Football Club

Den första internationella matchen spelades i Edinburgh i maj 1881. Några dagar senare spelades en match i Glasgow, men den stoppades av hundra män som sprang in på planen. 1894 förklarade läkarvetenskapen att kvinnor inte skulle spela fotboll. Året därpå bildades British Ladies Football Football Club av Nettie Honeyball och Dixie valdes till ordförande. 1921 förbjöd Englands fotbollsförbund kvinnor att spela på förbundets fotbollsplaner, ett förbud som varade i 50 år.